# ベニシュスラン
ベニシュスラン Goodyera biflora (Lindl.) Hook.f. はシュスラン属のラン科植物。日本のこの類では特に大きな花をごく少数だけつける。

## 特徴
常緑性の小型の草本。茎の基部は地表を這い、節ごとに根を下ろす。茎の上部は斜めに立ち、高さ4-10cmに達する。葉は3-4個あって互生し、長さ2-4cm、幅1-2cm程度。葉の形は卵形から長卵形で先端は鈍く尖るか鋭く尖り、灰緑色に白い網状の模様が出る。
花期は7-8月で、茎の先端に淡紅色の花を2-3個だけつける。花は筒状で2.5-3cmに達する。花序の柄はごく短く、葉のすぐ上に花が付く。苞は広線形で先端は尖り、長さ1.5-2cm。萼片は広線形で先端は尖らず、長さ2.5-3cm。側花弁は線形で先端は鈍く尖り、長さは萼片とほぼ同じ。唇弁は長さ1.7-2cmで、基部はふくれ、舷部は長くて披針形で、先端は反り返る。蕊柱は短くて真っ直ぐ。子房と萼には長い縮れた毛が多数ある。

## 分布と生育環境
本州の関東以西から九州まで分布する。国外では朝鮮から知られる。
常緑樹林の下に生える。

## 近縁種
本属は日本に10種以上があるが、本種はその中で花序に含まれる花数がごく少なく、また花が特に大きいものである。花が咲いていれば混同するような種は存在しない。他の種では大きくても1cm程度の大きさにしかならない。また本種のように花が筒状になるものも他にはない。これは本属中で最大の花の一つである。

## 利用
山野草・野生ランとして栽培されることがある。国外にも持ち出されており、ヨーロッパへは日本から187年に持ち込まれたという。

## 保護の状況
環境省のレッドデータブックには取り上げられていない。が、各県のレッドデータブックには取り上げられている県が多く、その分布域のほぼ全域の県で絶滅危惧I類ないしII類に指定されているような有り様で、これでどうして環境省が取り上げないのかが不思議である。現象の原因としては環境の破壊と園芸用の採取が挙げられている例が多い。